# Muzeum Narodowe Kosowa
Muzeum Narodowe Kosowa, Muzeum Kosowa (alb. Muzeu Kombëtar i Kosovës, MKK) – muzeum narodowe w Prisztinie w Kosowie, założone w 1949 roku. 

## Historia
Instytucja została założona w 1949 roku i jest najstarszą tego rodzaju placówką w Kosowie. Ma status instytucji dziedzictwa kulturalnego Kosowa. Wydaje biuletyn „Buletin i Muzeut të Kosovës” w języku albańskim od 1956 roku. Budynki późniejszego Muzeum Etnograficznego należały do rodziny Gjinolli i weszły w posiadanie muzeum w 1957 roku. Przy kompleksie tychże zabudowań postawiono jedyny zachowany budynek ze starego bazaru, przeniesiony tamże w 1963 roku. Gmach główny muzeum muzeum pozyskało w 1967 roku. Część kolekcji (ponad 1200 jednostek) na koniec serbskich rządów trafiła do Belgradu w 1998 roku i nigdy nie wróciła do muzeum. W 2018 roku zmieniono statut instytucji, wcześniejszy statut obowiązywał od 1976 roku; nadano jej wówczas status muzeum narodowego.
Integralną częścią Muzeum Kosowa jest Muzeum Etnograficzne, w 2003 roku rozpoczęto adaptację budynków na jego potrzeby i 27 lipca 2006 roku otwarto je dla publiczności. 

## Budynki
Główny gmach muzeum pochodzi z lat 1885–1886 i jest to dawna wojskowa siedziba wilajetu z czasów Austro-Węgier. Trzecia kondygnacja jest wykorzystywana przez kosowski instytut archeologiczny. Magazyny znajdują się w piwnicach gmachu głównego. Dziedziniec jest wykorzystywany do celów wystawienniczych. Przy głównym gmachu znajduje się park archeologiczny z lapidarium. Pomiędzy muzeum a meczetem znajduje się jedyny zachowany prisztiński szadirwan.
Muzeum Etnograficzne znajduje się przy ulicy Henrika Baricia i dysponuje czterema historycznymi budynkami.

## Zbiory
Muzeum składa się z trzech jednostek: gmachu głównego z lapidarium, zespołu domu Emina Gjiku (siedziba Muzeum Etnograficznego) oraz domu niepodległości. 
Kolekcja muzeum liczy ponad 50 000 jednostek i obejmuje: zbiory archeologiczne, numizmatyczne, etnograficzne, historyczne i przyrodnicze. Jednym z eksponatów jest figurka z terakoty zwana Bogini na Tronie, datowana na około 7500–4500 rok p.n.e. Na drugim piętrze gmachu głównego są prezentowane fotografie i dokumenty związane z uzyskaniem niepodległości przez Kosowo.

## Galeria

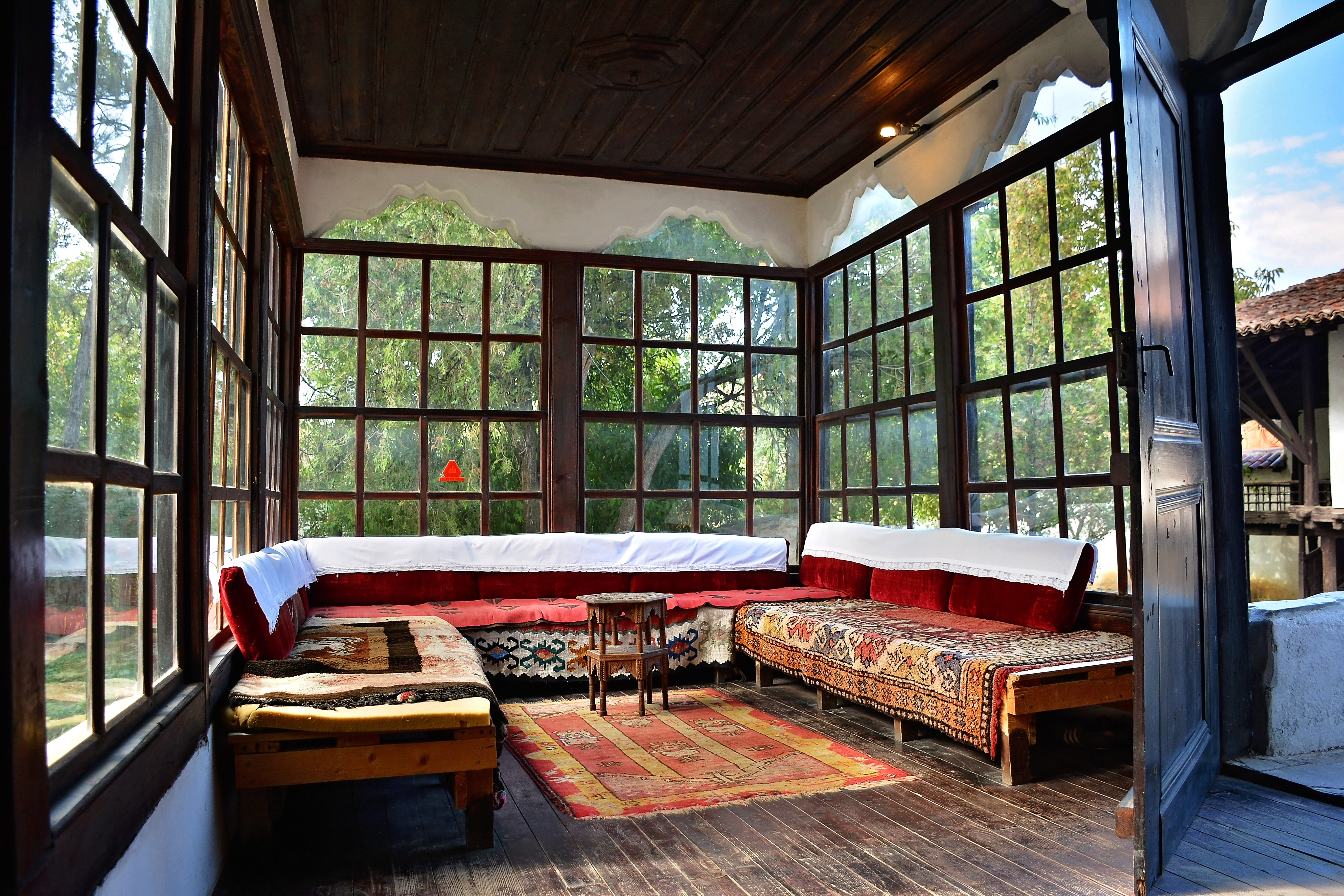
Wnętrze Muzeum Etnograficznego
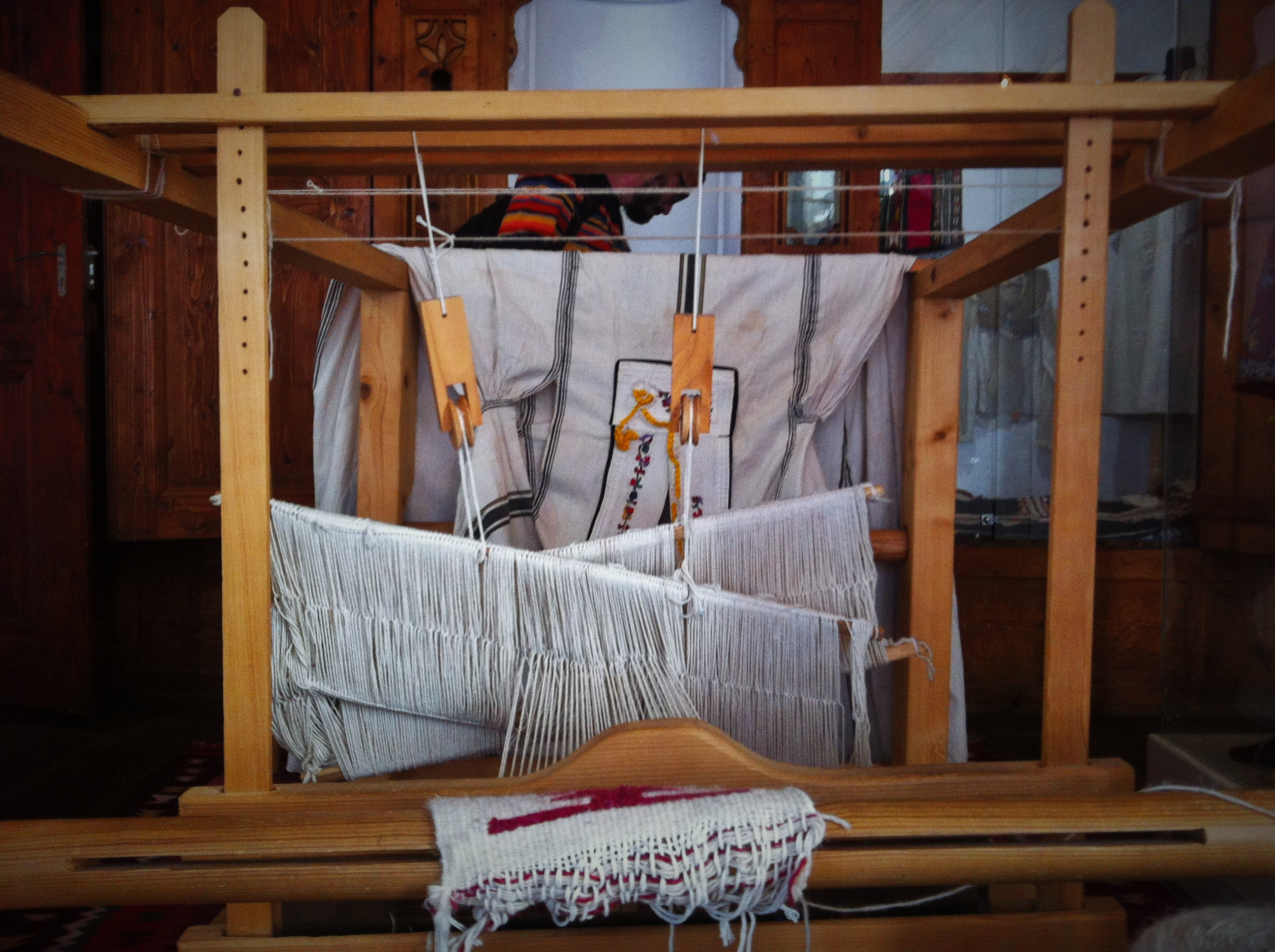
Warsztat tkacki
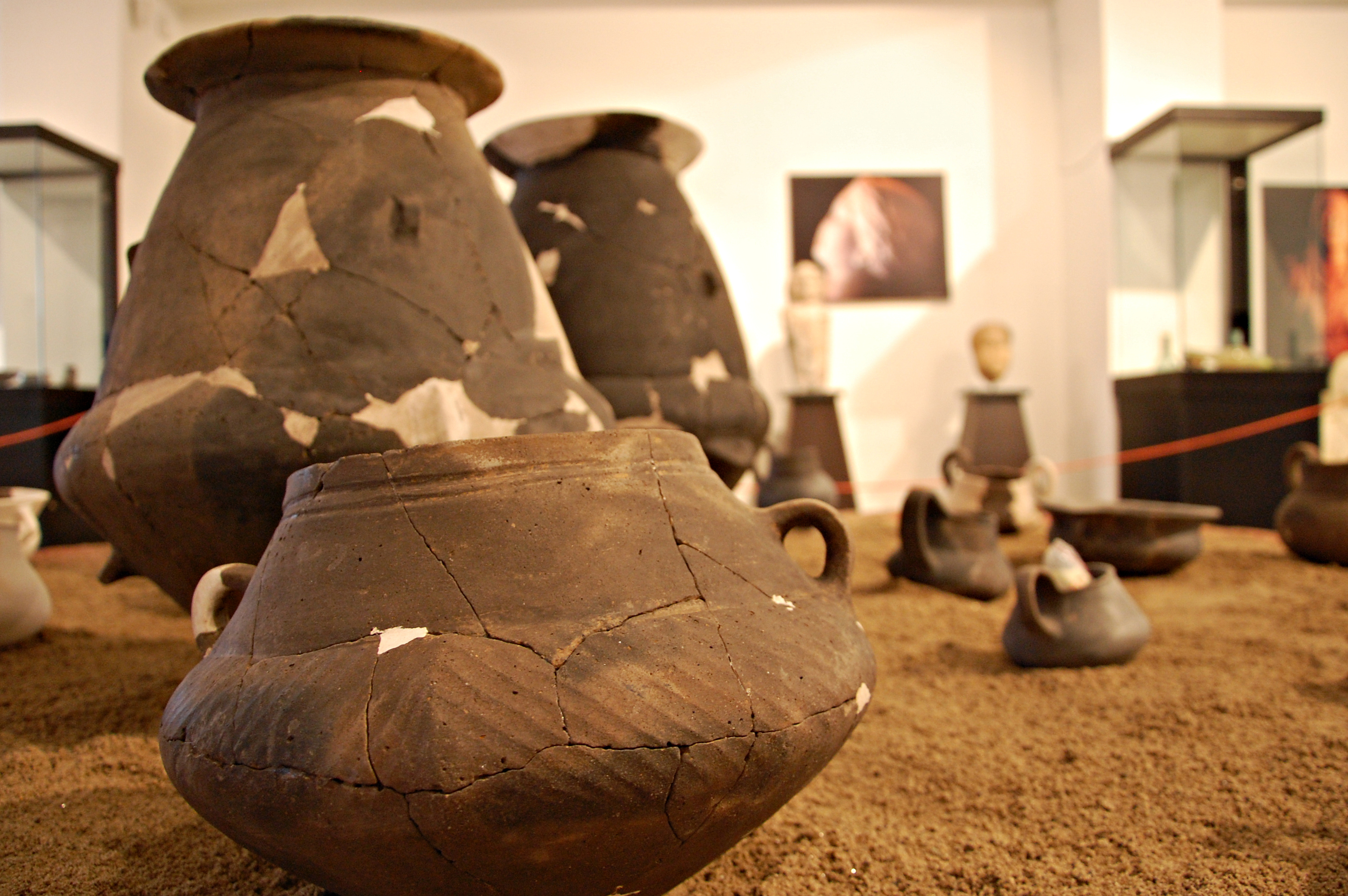
Prehistoryczne naczynia na wystawie archeologicznej
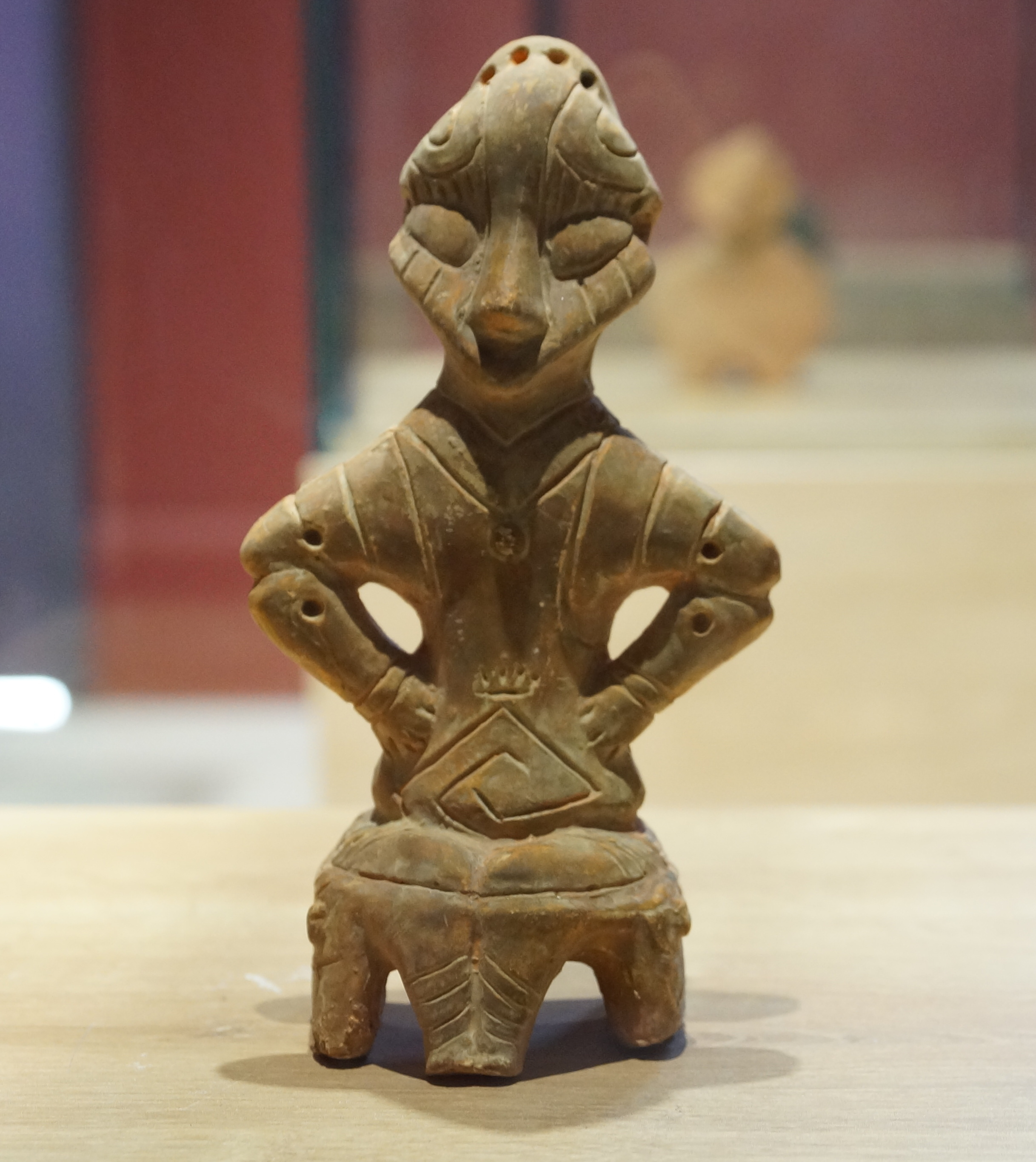
Bogini na Tronie(inne języki)
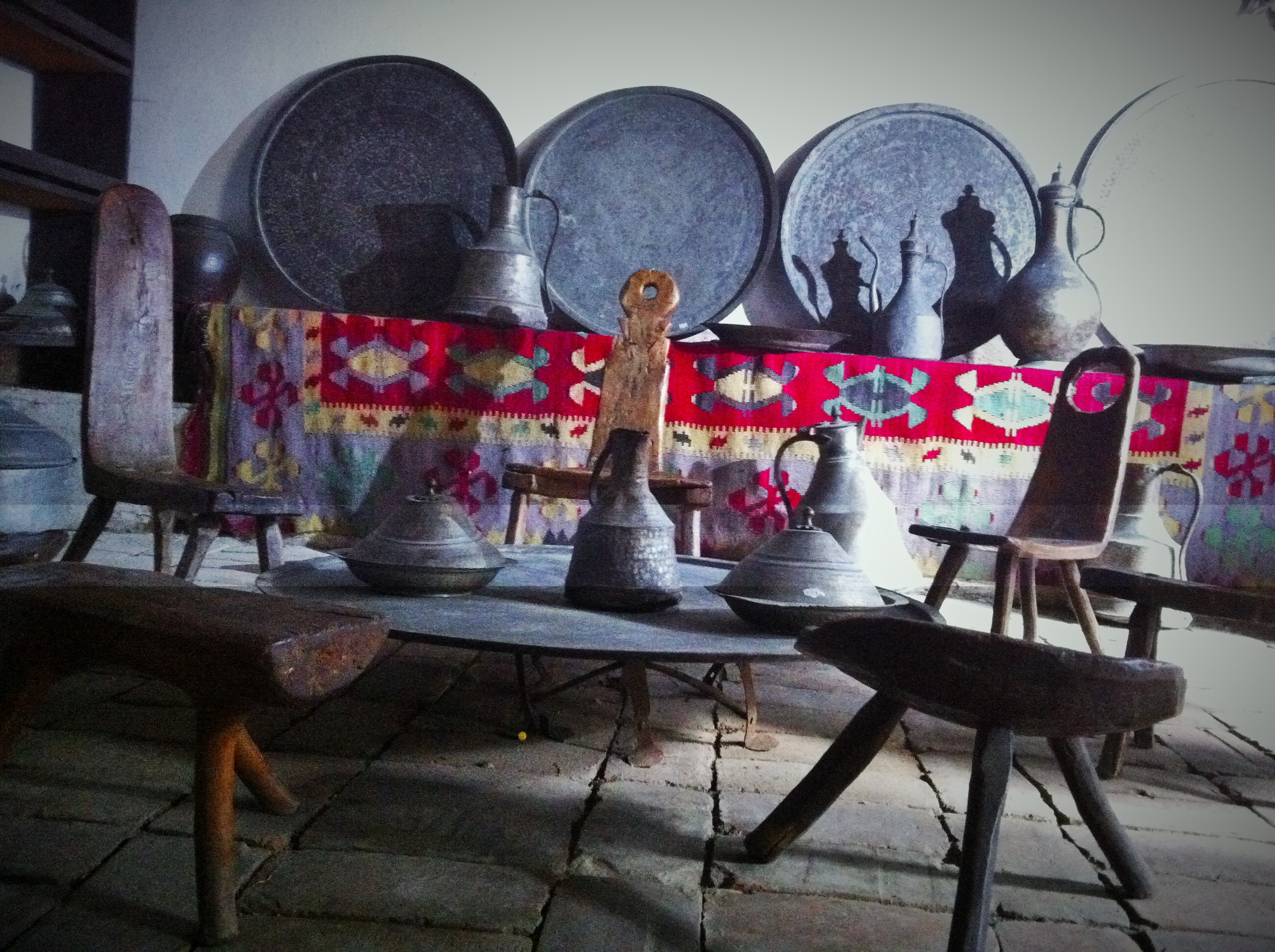
Wystawa naczyń
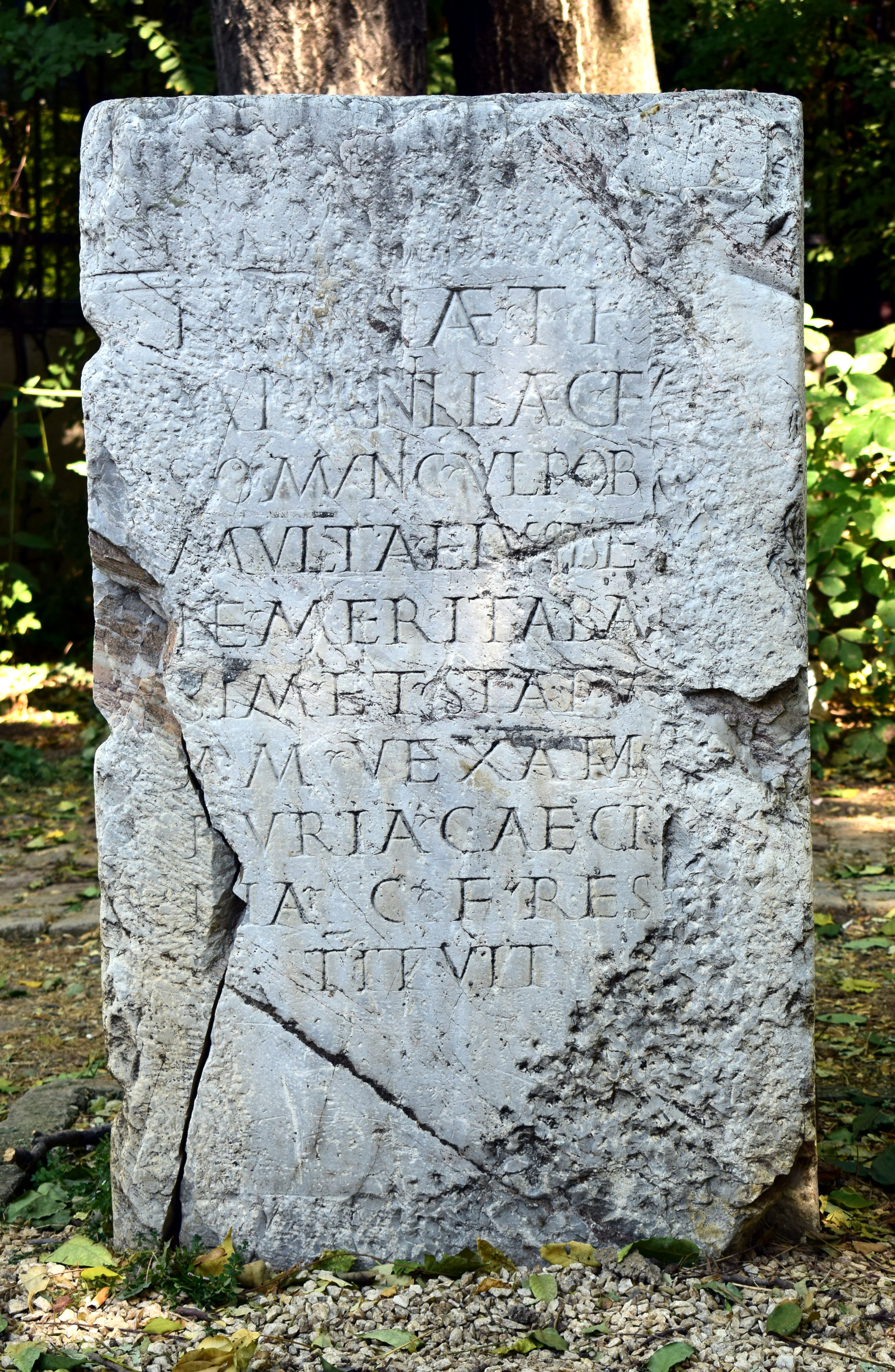
Rzymska stela w lapidarium
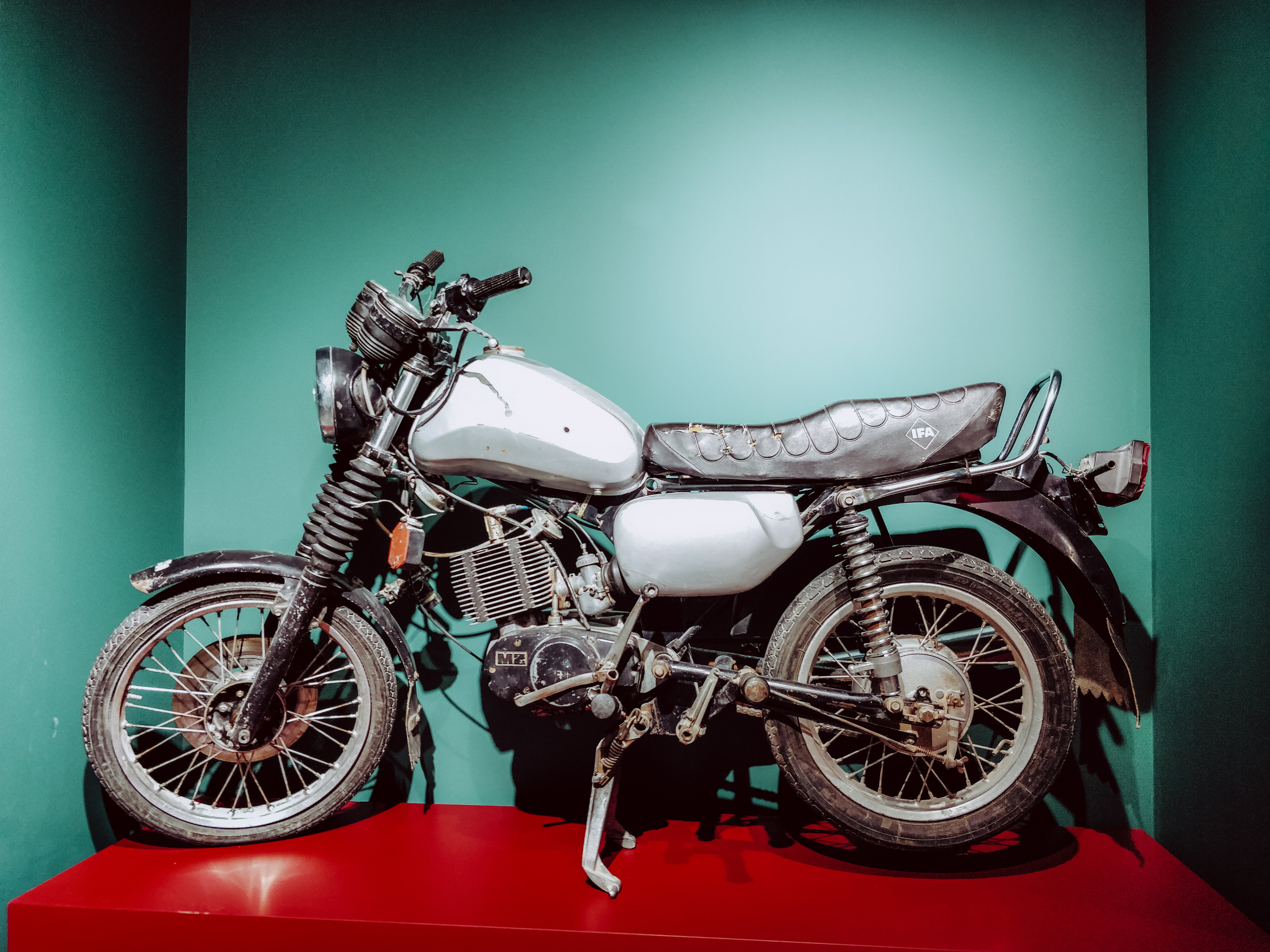
Motocykl Adema Jashariego
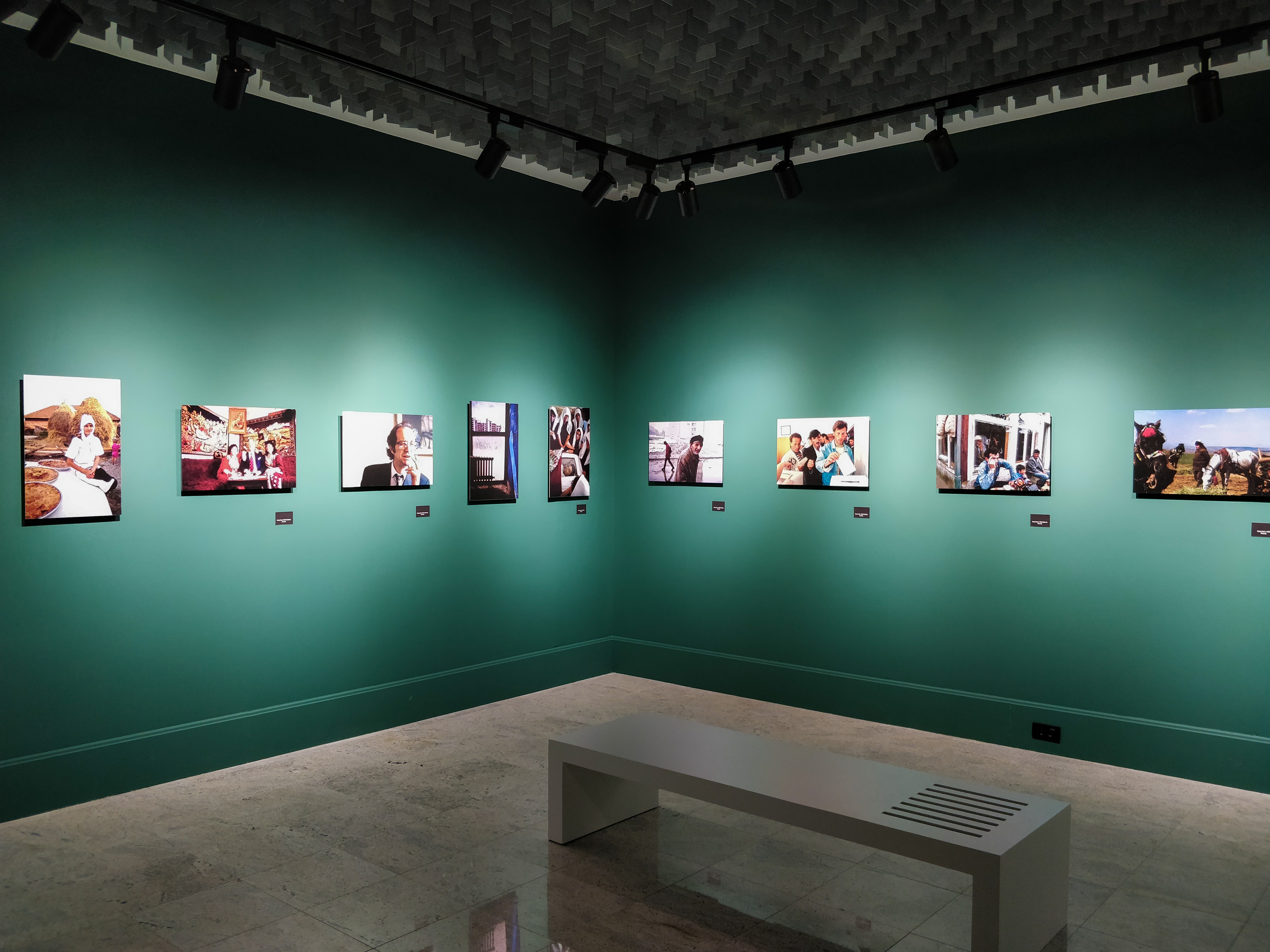
Wystawa fotografii